# Hockstein (Sächsische Schweiz)
Der Hockstein ist ein 291 m ü. NHN hoher Berg im Nationalpark Sächsische Schweiz.

## Geografie
Der Hockstein befindet sich in der Vorderen Sächsischen Schweiz, 115 Meter oberhalb des Polenztals. Er liegt westlich der Stadt Hohnstein und südlich des Wartenberges. 

## Wandern und Aussicht
Der Hockstein lässt sich bequem über die 1821 erbaute Steinbrücke, welche eines der ältesten touristischen Bauwerke in der Sächsischen Schweiz ist, erreichen. Ein weiterer Zugang erfolgt durch die Wolfsschlucht. Der Hockstein liegt auf der 2. Etappe des Malerweges. Am Fuß des Felsens befindet sich die ungefähr 20 Meter lange Hocksteinhöhle. Keramikfunde lassen zu Zeiten der Burg Hohnstein die Funktion einer Wachstube vermuten. Eine Aussicht ermöglicht sich über das Polenztal auf die Stadt Hohnstein.

## Geschichte
Bereits um 1200 diente der Hockstein als Vorposten der Burg Neurathen. Der Name Hockstein wurde erstmals 1843 erwähnt. Zuvor waren verschiedene Bezeichnungen des Berges in Gebrauch, so etwa Heckstein, Hockenstein und Hochstein.

## Galerie

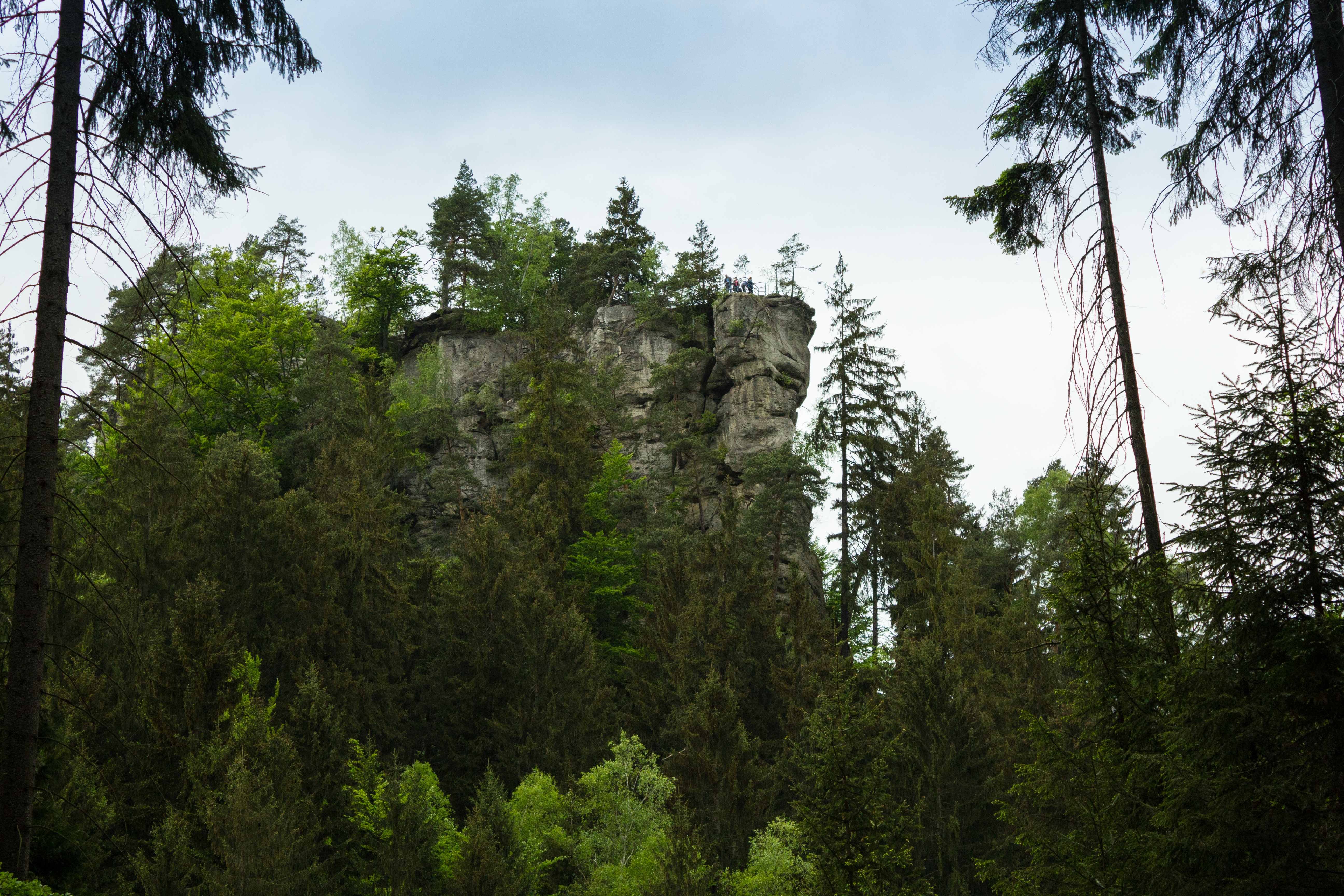
Ansicht des Felsens aus dem Polenztal
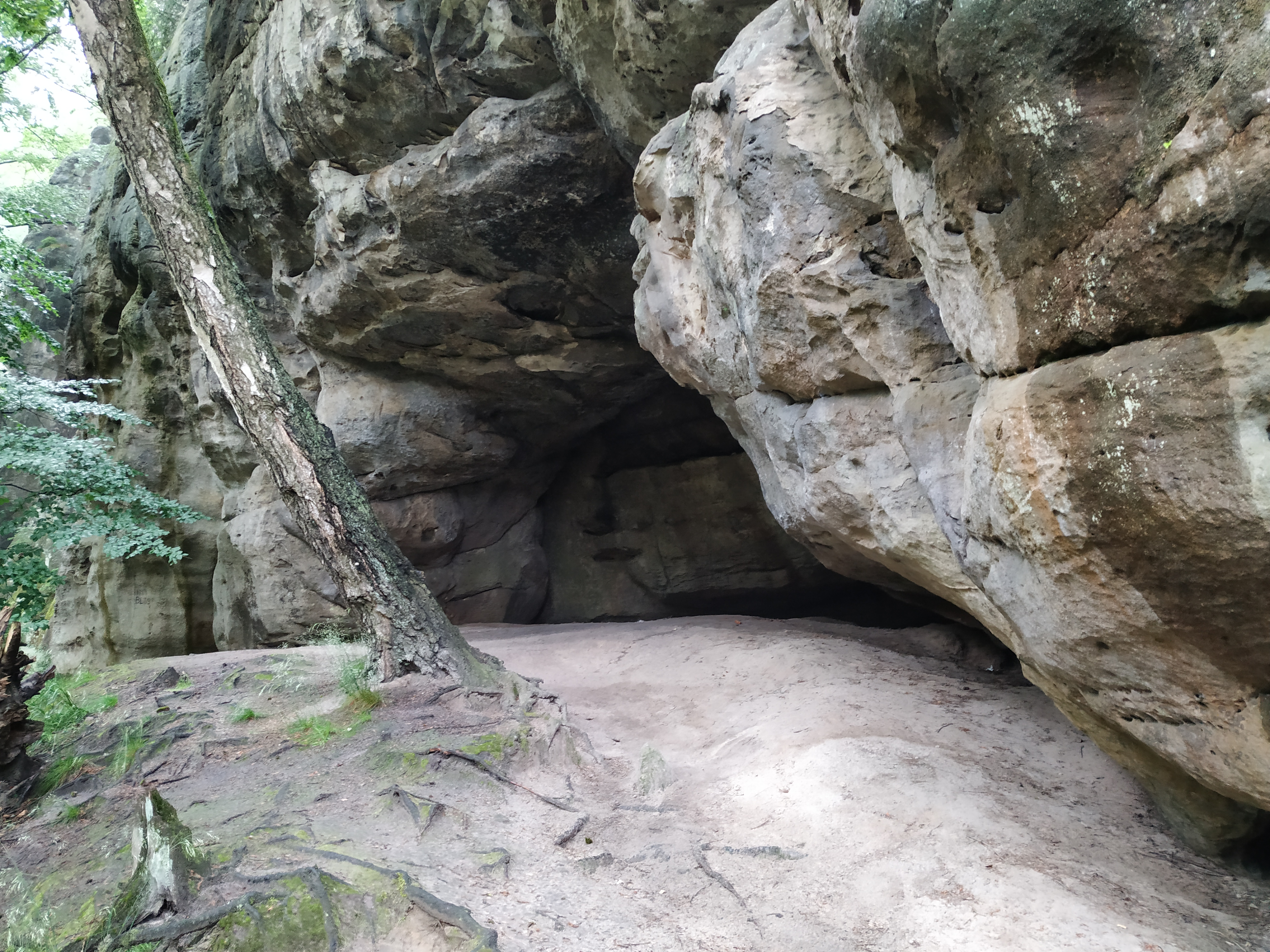
Hocksteinhöhle
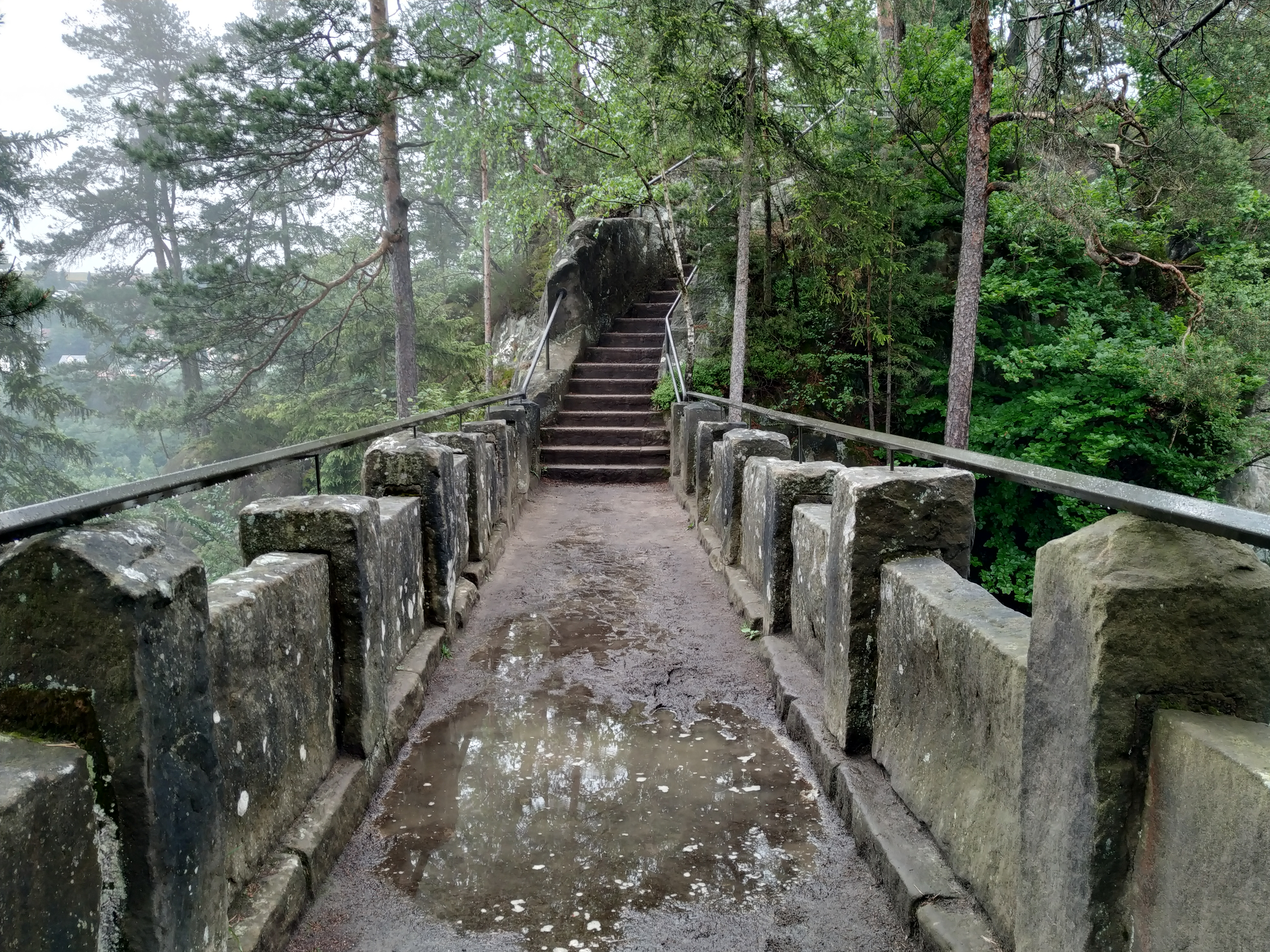
Teufelsbrücke
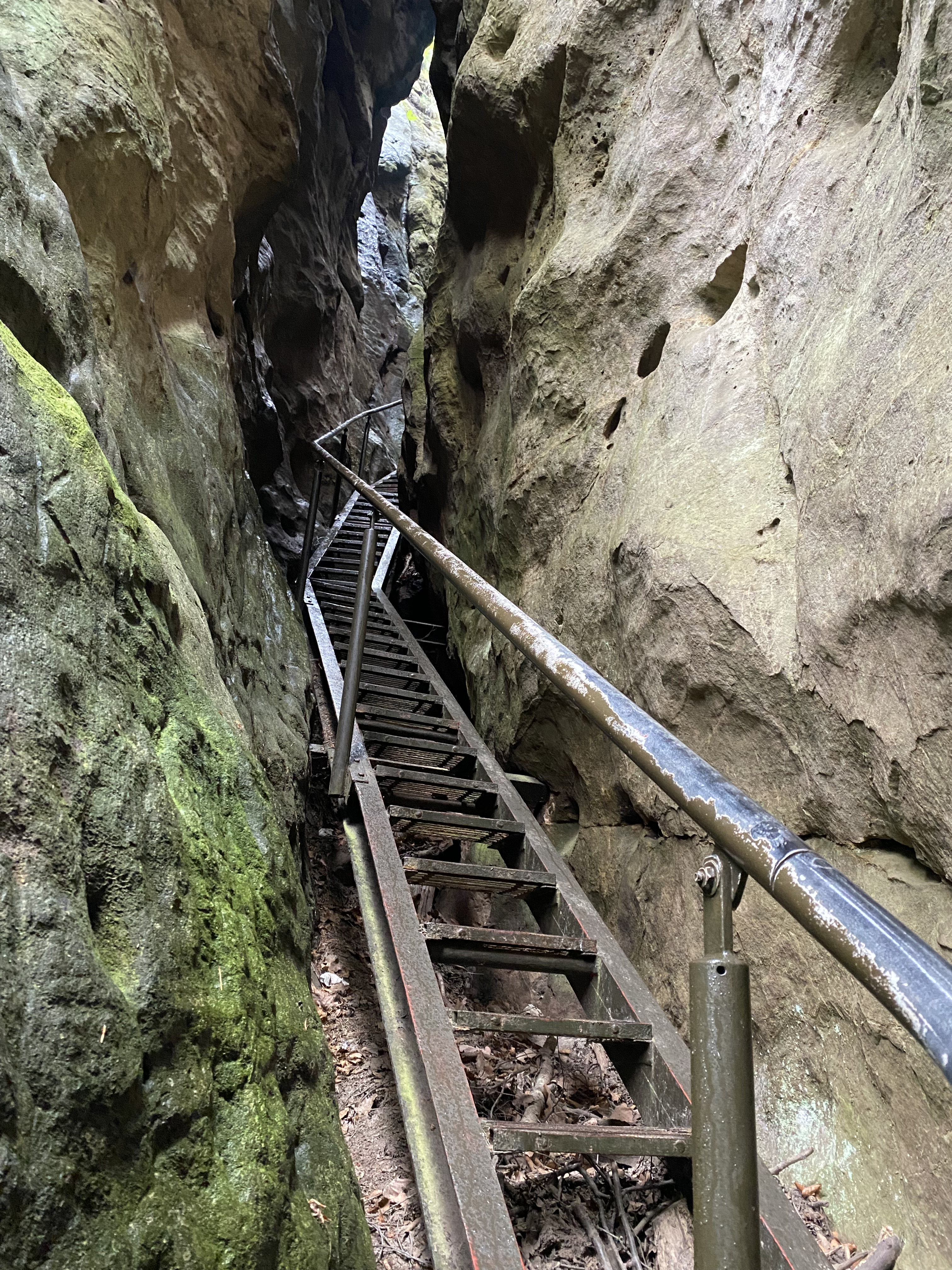
Aufstieg durch die Wolfsschlucht
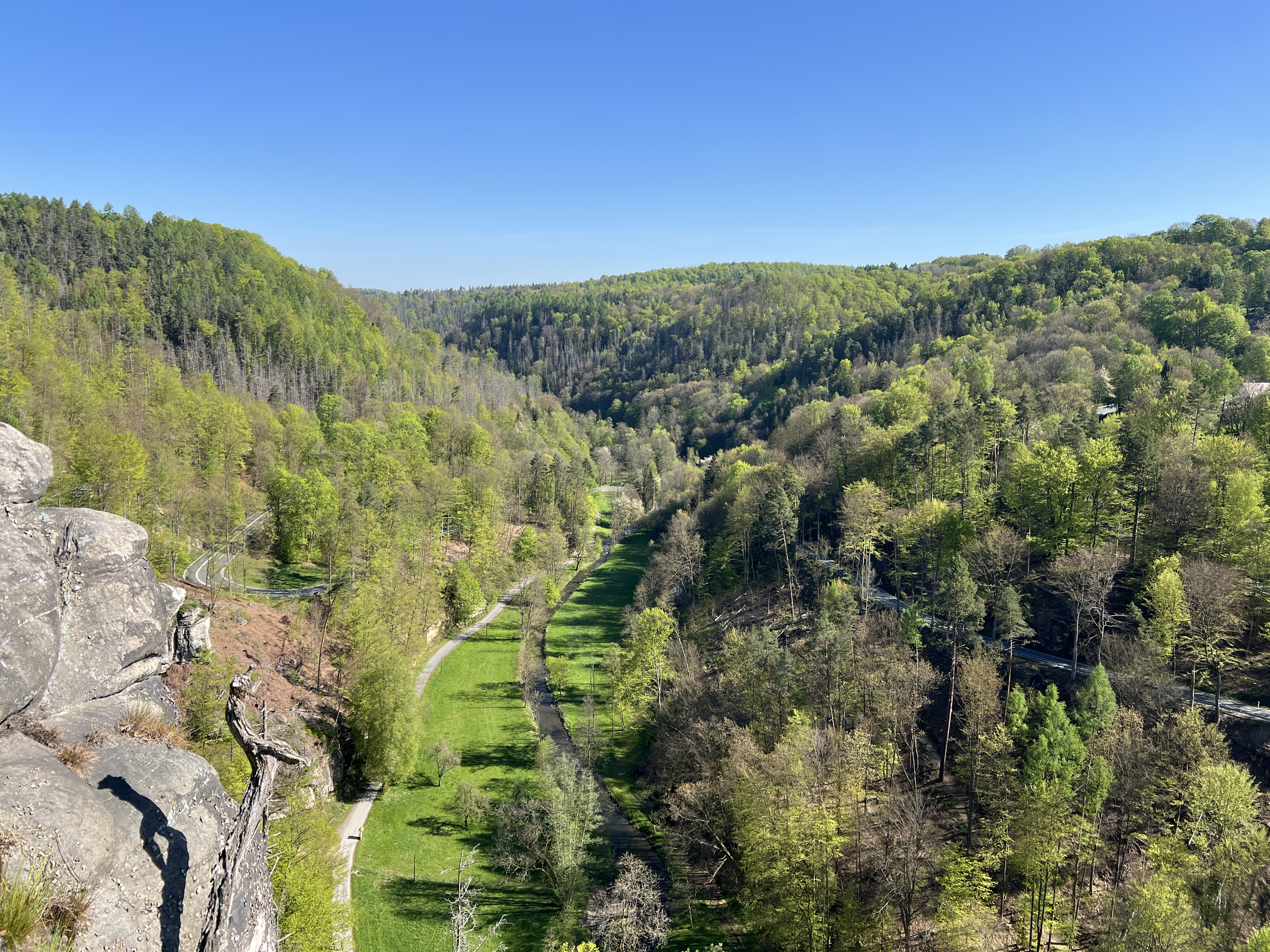
Aussicht auf das Polenztal nach Norden
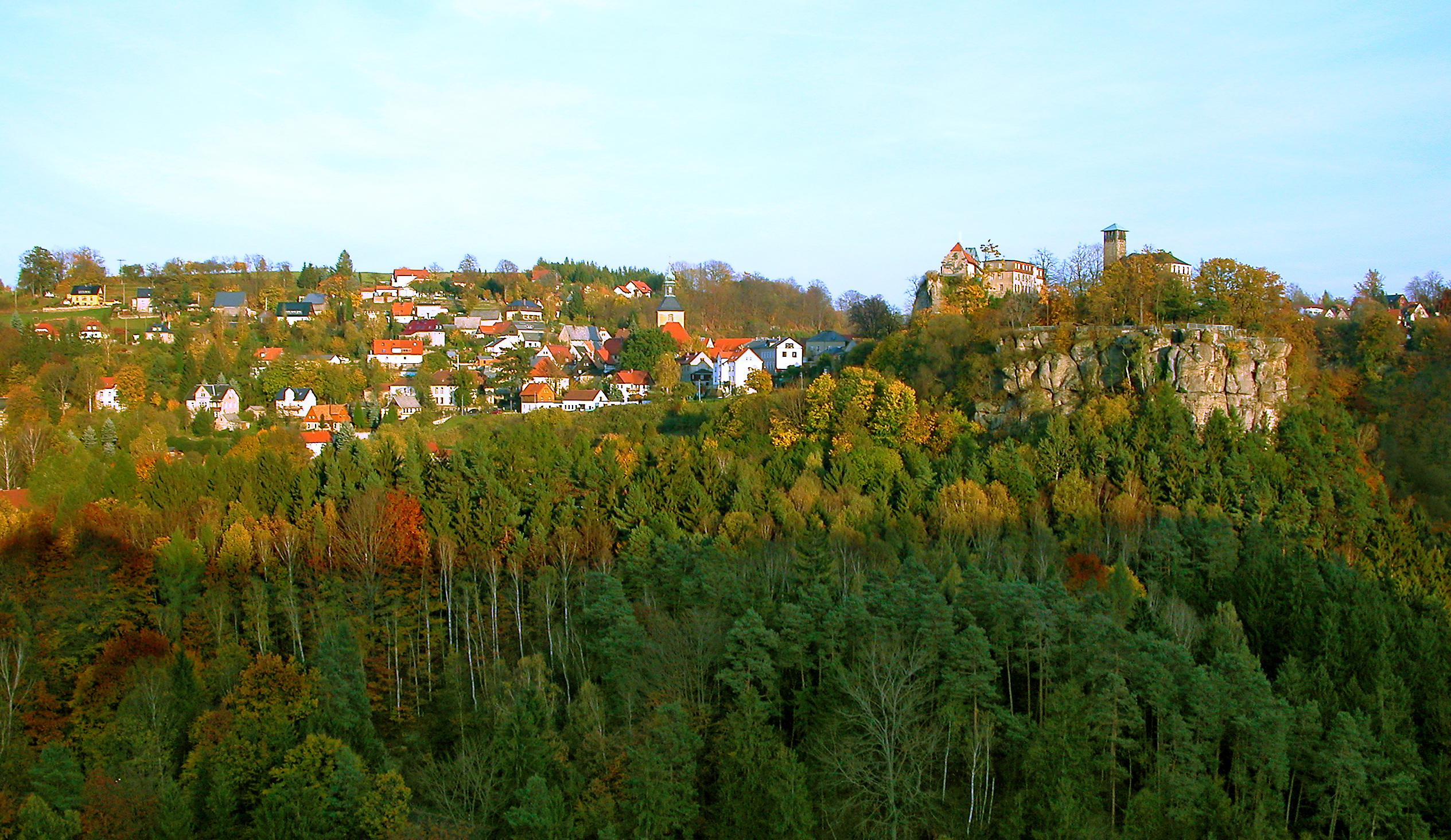
Aussicht auf Hohnstein
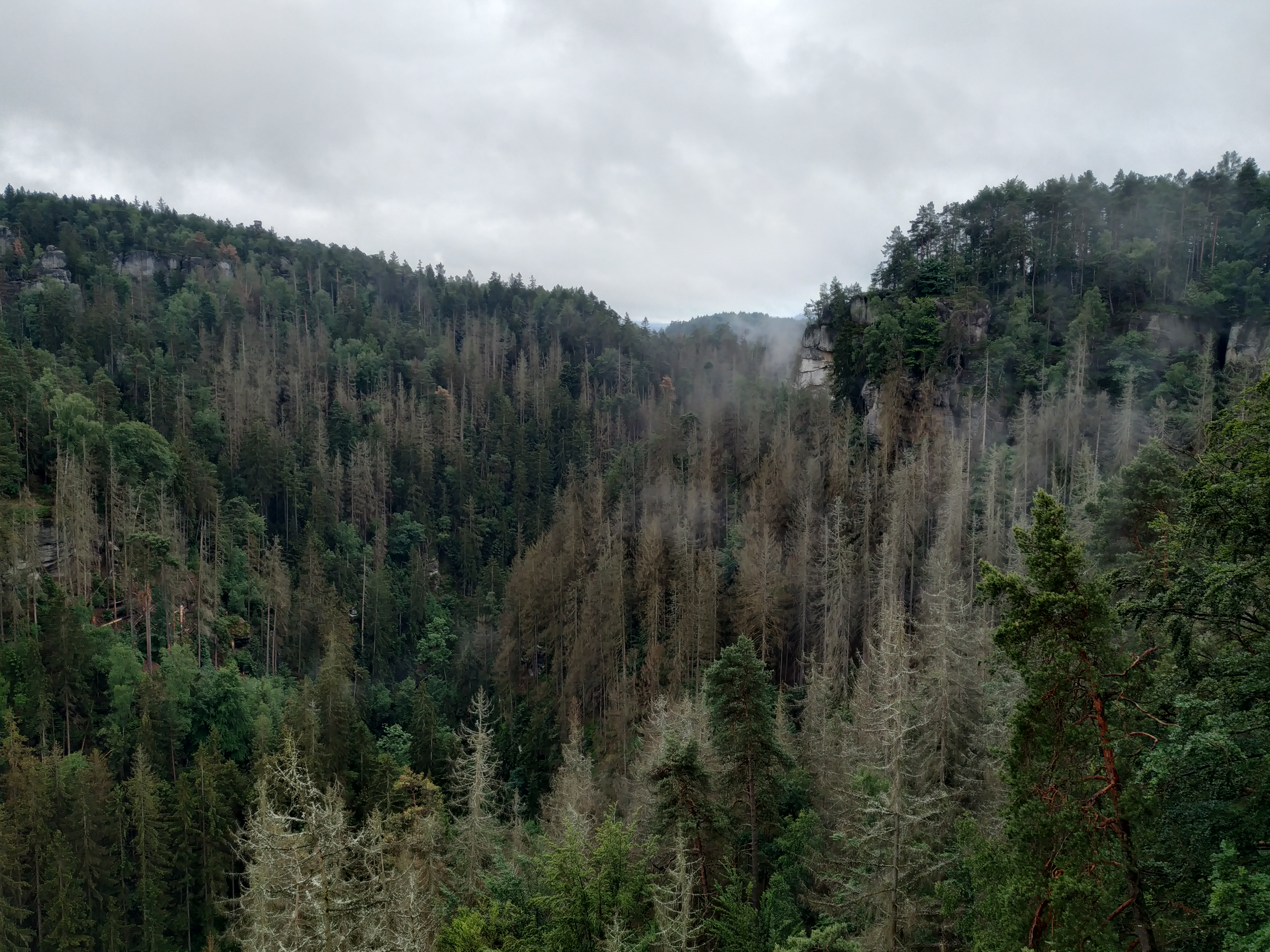
Aussicht auf das Polenztal nach Süden